# عدد پی-ادیک

اعداد صحیح ۳-ادیک، به گونه ای ترسیم شده اند که مشخصه های متناظرشان در گروه دوگان پونتریجین (Pontryagin) نشان داده شده است.

در ریاضیات، دستگاه اعداد p-ادیک (به انگلیسی: p-adic number system) برای هر عدد اول p، حساب معمولی اعداد گویا را به شکل متفاوتی به اعداد حقیقی و مختلط توسعه می دهد. این توسعه با تفسیر دیگری از مفهوم "نزدیکی" یا قدر مطلق یک عدد بدست می آید. بدین شکل که دو عدد p-ادیک را نزدیک به هم در نظر می گیرند، وقتی تفاضلشان بر توان بالایی از p بخش پذیر باشد: هرچه توان p بیشتر باشد، آن دو عدد به هم نزدیک ترند. این خاصیت موجب می گردد که اعداد p-ادیک اطلاعات همنهشتی را در خود بگنجانند. به همین دلیل اعداد p-ادیک در نظریه اعداد کاربرد های قدرتمندی پیدا می کنند، مثل اثبات قضیه آخر فرما توسط اندرو وایلز.
این اعداد اولین بار توسط کورت هنسل در ۱۸۹۷ توصیف شدند، گرچه که بعد مشخص شد که کار های قبلی تر ارنست کومر را می توان به عنوان کاربرد ضمنی اعداد p-ادیک در نظر گرفت. اعداد p-ادیک ابتداءً در تلاش برای به کار بستن فنون روش های سری های توانی در نظریه اعداد ظاهر شدند. اکنون اثرات این تلاش فراتر از اهداف اولیه رفته است. به عنوان مثال، آنالیز p-ادیک ها را می توان اساساً فرم جایگزینی برای حسابان در نظر گرفت.
حال می توان به طور صوری تر، اعداد p-ادیک را اینگونه توصیف کرد: برای یک عدد اول p دلخواه، میدان {\displaystyle Q_{p}} اعداد p-ادیک، یک کامل سازی (تام کردن یک فضای متریک) اعداد گویاست. میدان {\displaystyle Q_{p}} را نیز مجهز به توپولوژی القایی از یک متر می کنیم، که خود آن متر هم از ترتیب طبیعی خود اعداد p-ادیک حاصل می گردد (این متر یک تابع ارزیاب (به انگلیسی: valuation) دیگر برای اعداد گویاست.). این متر کامل (تام) است، یعنی هر دنباله کوشی در آن به نقطه ای در خود {\displaystyle Q_{p}} همگراست. این خاصیت تام بودن امکان توسعه حسابان روی {\displaystyle Q_{p}} را به ما داده، و کنش و واکنش های بین این ساختار آنالیزی و جبری است که موجب قدرت و سودمندی بالای اعداد {\displaystyle Q_{p}} می گردد.
در عبارت "p-adic" جای p می توان اعداد مختلف بر حسب نیاز قرار داد. مثلاً وقتی p=۲ است می گوییم ۲-ادیک. برخی مواقع به جای p بر حسب مفاهیم مورد بحث ممکن است متغیر های دیگری که در آن شاخه رایج اند قرار بگیرد مثل ℓ-ادیک.